# Scherma ai Giochi della V Olimpiade - Sciabola a squadre maschile
La competizione della sciabola a squadre maschile  di scherma ai Giochi della V Olimpiade si tenne dal 14 al 15 luglio 1912 all'Östermalms idrottsplats (comunemente abbreviato in Östermalms IP) a Stoccolma.

## Risultati

### 1 turno
Le migliori due squadre di ogni girone avanzarono ai gironi di semifinale
| Pos. | Nazione  | Atleti | Note |
| ---- | -------- | --- | ---- |
| 1    | Boemia   | Josef Pfeiffer, Vilém Goppold Sr., Bedřich Schejbal, Josef Čipera, Otakar Švorčík                                | bye  |
| 1    | Ungheria | Jenő Fuchs, Zoltán Schenker, László Berti, Ervin Mészáros, Péter Tóth, Lajos Werkner, Oszkár Gerde, Dezső Földes | bye  |

| Pos. | Nazione | Atleti | V | P | VI | PI | Risultati         | Risultati         | Risultati         |
| Pos. | Nazione | Atleti | V | P | VI | PI | Belgio (bandiera) | Italia (bandiera) | Russia (bandiera) |
| ---- | ------- | --- | - | - | -- | -- | ----------------- | ----------------- | ----------------- |
| 1    | Belgio  | Henri Anspach, Léon Tom, Marcel Berré, Philippe Le Hardy de Beaulieu, Robert Hennet                                                                              | 1 | 0 | 9  | 7  | =                 | ND                | 9-7               |
| 1    | Italia  | Edoardo Alaimo, Giovanni Benfratello, Fernando Cavallini, Nedo Nadi, Ugo Di Nola, Gino Belloni                                                                   | 1 | 0 | 10 | 6  | ND                | =                 | 10-6              |
| 3    | Russia  | Vladimir Andreyev, Aleksandr Shkylev, Vladimir Danich, Apollon Guiber von Greifenfels, Nikolay Kuznetsov, Aleksandr Mordovin, Georgy Zakyrich, Anatoly Timofeyev | 0 | 2 | 13 | 19 | 7-9               | 6-10              | =                 |

| Pos. | Nazione     | Atleti | V |
| ---- | ----------- | --- | - |
| 1    | Regno Unito | Archie Corble, Edward Brookfield, Alfred Ridley-Martin, Harry Butterworth, Richard Crawshay, William Marsh                       | 1 |
| 1    | Germania    | Friedrich Schwarz, Fritz Jack, Johann Adam, Georg Stöhr, Walther Meienreis, Hermann Plaskuda, Jakob Erckrath de Bary, Emil Schön | 1 |
| 3    | Svezia      | Axel Jöhncke, Helge Werner, Birger Personne, Carl-Gustaf Klerck                                                                  | 0 |

| Pos. | Nazione     | Atleti | V | P | VI | PI |
| ---- | ----------- | --- | - | - | -- | -- |
| 1    | Austria     | Richard Verderber, Otto Herschmann, Rudolf Cvetko, Andreas Suttner, Friedrich Golling, Albert Bógathy, Reinhold Trampler | 2 | 0 | 17 | 6  |
| 2    | Paesi Bassi | Jetze Doorman, Dirk Scalongne, Arie de Jong, Willem Hubert van Blijenburgh, Hendrik de Iongh, George van Rossem          | 1 | 1 | 14 | 15 |
| 3    | Danimarca   | Jens Berthelsen, Ejnar Levison, Hans Olsen, Ivan Osiier, Lauritz Christian Østrup                                        | 0 | 2 | 7  | 17 |

### Semifinali
Le migliori due squadre di ogni girone avanzarono ai girone di finale
| Pos. | Nazione     | Atleti | V | P | VI | PI | Risultati         | Risultati              | Risultati         | Risultati              |
| Pos. | Nazione     | Atleti | V | P | VI | PI | Boemia (bandiera) | Paesi Bassi (bandiera) | Belgio (bandiera) | Regno Unito (bandiera) |
| ---- | ----------- | --- | - | - | -- | -- | ----------------- | ---------------------- | ----------------- | ---------------------- |
| 1    | Boemia      | Josef Pfeiffer, Vilém Goppold Sr., Bedřich Schejbal, Josef Čipera, Otakar Švorčík                               | 2 | 0 | 23 | 9  | =                 | 10-6                   | ND                | 13-3                   |
| 2    | Paesi Bassi | Jetze Doorman, Dirk Scalongne, Arie de Jong, Willem Hubert van Blijenburgh, Hendrik de Iongh, George van Rossem | 2 | 1 | 26 | 18 | 6-10              | =                      | 11-4              | 9-4                    |
| 3    | Belgio      | Henri Anspach, Léon Tom, Marcel Berré, Philippe Le Hardy de Beaulieu, Robert Hennet                             | 1 | 1 | 13 | 18 | ND                | 4-11                   | =                 | 9-7                    |
| 4    | Regno Unito | Archie Corble, Edward Brookfield, Alfred Ridley-Martin, Harry Butterworth, Richard Crawshay, William Marsh      | 0 | 3 | 14 | 31 | 3-13              | 4-9                    | 7-9               | =                      |

| Pos. | Nazione  | Atleti | V | P | VI | PI | Risultati           | Risultati          | Risultati         | Risultati           |
| Pos. | Nazione  | Atleti | V | P | VI | PI | Ungheria (bandiera) | Austria (bandiera) | Italia (bandiera) | Germania (bandiera) |
| ---- | -------- | --- | - | - | -- | -- | ------------------- | ------------------ | ----------------- | ------------------- |
| 1    | Ungheria | Jenő Fuchs, Zoltán Schenker, László Berti, Ervin Mészáros, Péter Tóth, Lajos Werkner, Oszkár Gerde, Dezső Földes                 | 3 | 0 | 33 | 13 | =                   | 11-5               | 9-5               | 13-3                |
| 2    | Austria  | Richard Verderber, Otto Herschmann, Rudolf Cvetko, Andreas Suttner, Friedrich Golling, Albert Bógathy, Reinhold Trampler         | 2 | 1 | 27 | 21 | 5-11                | =                  | 11-5              | 11-5                |
| 3    | Italia   | Edoardo Alaimo, Giovanni Benfratello, Fernando Cavallini, Nedo Nadi, Ugo Di Nola, Gino Belloni                                   | 1 | 2 | 19 | 24 | 5-9                 | 5-11               | =                 | 9-4                 |
| 4    | Germania | Friedrich Schwarz, Fritz Jack, Johann Adam, Georg Stöhr, Walther Meienreis, Hermann Plaskuda, Jakob Erckrath de Bary, Emil Schön | 0 | 3 | 12 | 33 | 3-13                | 5-11               | 4-9               | =                   |

## Girone Finale
| Pos.    | Nazione     | Atleti | V | P | VI | PI | Risultati           | Risultati          | Risultati              | Risultati         |
| Pos.    | Nazione     | Atleti | V | P | VI | PI | Ungheria (bandiera) | Austria (bandiera) | Paesi Bassi (bandiera) | Boemia (bandiera) |
| ------- | ----------- | --- | - | - | -- | -- | ------------------- | ------------------ | ---------------------- | ----------------- |
| Oro     | Ungheria    | Jenő Fuchs, Zoltán Schenker, László Berti, Ervin Mészáros, Péter Tóth, Lajos Werkner, Oszkár Gerde, Dezső Földes         | 3 | 0 | 24 | 8  | =                   | 11-5               | 13-3                   | R                 |
| Argento | Austria     | Richard Verderber, Otto Herschmann, Rudolf Cvetko, Andreas Suttner, Friedrich Golling, Albert Bógathy, Reinhold Trampler | 2 | 1 | 24 | 20 | 5-11                | =                  | 9-3                    | 10-6              |
| Bronzo  | Paesi Bassi | Jetze Doorman, Dirk Scalongne, Arie de Jong, Willem Hubert van Blijenburgh, Hendrik de Iongh, George van Rossem          | 1 | 2 | 14 | 30 | 3-13                | 3-9                | =                      | 8-8               |
| 4       | Boemia      | Josef Pfeiffer, Vilém Goppold Sr., Bedřich Schejbal, Josef Čipera, Otakar Švorčík                                        | 0 | 3 | 14 | 18 | x                   | 6-10               | 8-8                    | =                 |